# Jakub Benfatti
Jakub Benfatti (również Jakub z Mantui) (ur. w Mantui; zm. 19 listopada 1332, tamże) – błogosławiony Kościoła katolickiego, włoski dominikanin, biskup Mantui.

## Życiorys
Wstąpił do zakonu dominikanów w Mantui. W 1304 r. został biskupem Mantui. Pełnił również funkcję legata papieskiego.
Jego kult zatwierdził Pius IX 1859 r.